# Pirofosfato de dimetilalilo

Versión simplificada de la ruta sintética de esteroides con los intermedios pirofosfato de isopentenilo (IPP), pirofosfato de dimetilalilo (DMAPP), pirofosfato de geranilo (GPP) y el escualeno son mostrados. Algunos intermedios se omiten.

El pirofosfato de dimetilalilo o difosfato de dimetilalilo o DMAPP es un producto intermedio de la ruta del ácido mevalónico (MVA)  y la ruta DOXP/MEP. Es un isómero del pirofosfato de isopentenilo (IPP) y existe en casi todas las formas de vida. La enzima isopentenil pirofosfato isomerasa cataliza la isomerización de DMAPP a partir de IPP.
El precursor del DMAPP en la ruta MVA es el ácido mevalónico, y en la vía DOXP/MEP el 2-C-metileritritol 4-fosfato.
En la actualidad, se cree que hay cruce entre las dos vías en los organismos que utilizan ambas vías para crear terpenos y terpenoides, como en las plantas, y que el DMAPP es el producto cruzado.
En la ruta de biosíntesis del colesterol se obtiene a partir del mevalonato los 2 isoprenos activados: pirofosfato de dimetilalilo y pirofosfato de isopentenilo.